# Polska na zawodach Pucharu Europy w Lekkoatletyce 2004
Polska na zawodach Pucharu Europy w Lekkoatletyce 2004 – wyniki reprezentacji Polski w 25. edycji Pucharu Europy w 2004.
Zarówno reprezentacja żeńska, jak i reprezentacja męska wystąpiły w zawodach Superligi (I poziom rozgrywek), które odbyły się w dniach 19–20 czerwca 2004 w Bydgoszczy.

## Mężczyźni
Polska zajęła 3. miejsce wśród ośmiu zespołów, zdobywając 104 punkty i utrzymała się w superlidze.
- 100 m: Łukasz Chyła – 1 m. (10,42)
- 200 m: Marcin Urbaś – 6 m. (20,77)
- 400 m: Piotr Klimczak – 4 m. (46,04)
- 800 m: Grzegorz Krzosek – 5 m. (1:46,42)
- 1500 m: Zbigniew Graczyk – 6 m. (3:52,08)
- 3000 m: Radosław Popławski – 5 m. (8:07,50)
- 5000 m: Yared Shegumo – 6 m. (14:48,08)
- 110 m ppł: Tomasz Ścigaczewski – 2 m. (13,66)
- 400 m ppł: Paweł Januszewski – 5 m. (50,07)
- 3000 m z przeszkodami: Jakub Czaja – 2 m. (8:25,51)
- skok wzwyż: Grzegorz Sposób – 2 m. (2,32)
- skok o tyczce: Adam Kolasa – 5 m. (5,65)
- skok w dal: Tomasz Mateusiak – 4 m. (8,02, wiatr +2,3)
- trójskok: Jacek Kazimierowski – 4 m. (16,89)
- pchnięcie kulą: Tomasz Majewski – 4 m. (19,90)
- rzut dyskiem: Andrzej Krawczyk – 4 m. (60,17)
- rzut młotem: Szymon Ziółkowski – 1 m. (77,27)
- rzut oszczepem: Dariusz Trafas – 5 m. (74,86)
- sztafeta 4 × 100 m: Zbigniew Tulin, Łukasz Chyła, Marcin Jędrusiński, Marcin Urbaś – 2 m. (38,68)
- sztafeta 4 × 400 m: Piotr Klimczak, Artur Gąsiewski, Marcin Marciniszyn, Robert Maćkowiak – 3 m. (3:02,05)

## Kobiety
Polska zajęła 5. miejsce wśród ośmiu zespołów, zdobywając 86,5 punkty i utrzymała się w superlidze.
- 100 m: Daria Onyśko – 7 m. (11,75)
- 200 m: Anna Pacholak – 5 m. (23,24)
- 400 m: Grażyna Prokopek – 6 m. (52,40)
- 800 m: Anna Zagórska – 5 m. (2:02,07)
- 1500 m: Anna Jakubczak – 7 m. (4:11,30)
- 3000 m: Lidia Chojecka – 2 m. (8:52,60)
- 5000 m: Wioletta Janowska – 4 m. (15:24,25)
- 100 m ppł: Aurelia Trywiańska – 5 m. (12,99)
- 400 m ppł: Małgorzata Pskit – 3 m. (55,68)
- 3000 m z przeszkodami: Justyna Bąk – 4 m. (9:53,08)
- skok wzwyż: Anna Ksok – 4 m.= (1,89, z jeszcze jedną zawodniczką)
- skok o tyczce: Monika Pyrek – 2 m. (4,40)
- skok w dal: Małgorzata Trybańska – 6 m. (6,40)
- trójskok: Liliana Zagacka – 5 m. (14,02)
- pchnięcie kulą: Krystyna Zabawska – 4 m. (18,42)
- rzut dyskiem: Joanna Wiśniewska – 3 m. (60,51)
- rzut młotem: Kamila Skolimowska – 4 m. (69,68)
- rzut oszczepem: Barbara Madejczyk – 6 m. (56,10)
- sztafeta 4 × 100 m: Iwona Dorobisz, Daria Onyśko, Małgorzata Flejszar, Dorota Dydo – 5 m. (44,62)
- sztafeta 4 × 400 m: Marta Chrust, Monika Bejnar, Małgorzata Pskit, Grażyna Prokopek – 6 m. (3:28,10)